# Costa Rica en los Juegos Olímpicos de México 1968
Costa Rica estuvo representada en los Juegos Olímpicos de México 1968 por un total de 18 deportistas, 17 hombres y una mujer, que compitieron en 6 deportes.
El portador de la bandera en la ceremonia de apertura fue el halterófilo Rodolfo Castillo. El equipo olímpico costarricense  no obtuvo ninguna medalla en estos Juegos.